# Голохвостые броненосцы
Голохвостые броненосцы (лат. Cabassous) — род броненосцев из Южной и Центральной Америки. Латинское название является латинизированной формой карибского слова «броненосец».

## Виды
Род включает 4 вида:
- Cabassous centralis — Центральноамериканский броненосец
- Cabassous chacoensis — Чакский броненосец
- Cabassous tatouay — Броненосец тату[4]
- Cabassous unicinctus — Большой броненосец